# 帝皇密令

波蘭電影海報

《帝皇密令：信徒受難曲》是一套2001年的波蘭電影，由傑茲·卡汶勒洛維茲執導，耗資高達1800萬美元，是截至現時為止波蘭歷史上製作最龐大的電影。電影的拍攝期長達127天，總共有約1700人參與電影的演出，並由帕維·德朗柯、瑪德蓮娜·蜜札希、勃庫斯洛·林達及米哈·拜尤擔綱演出。本片於2002年奪得波蘭電影金像獎的最佳服飾設計、最佳布景設計及最佳男配角獎。

## 故事大綱
本片改編自諾貝爾文學獎得獎者亨利·軒克維奇在1895年寫成的同名小說《你往何處去？》。小說的原標題  是一句拉丁文，源出於《聖經·新約全書》。故事講述在羅馬帝國暴君尼祿的統治下，基督徒被逼害的景況。

## 角色列表
| 演員            | 扮演角色                                                 | 粵語配音   |
| --------------- | -------------------------------------------------------- | ---------- |
| 帕維·德朗柯     | 馬可士·狄尼奇斯 (Winicjusz Marek，虛構人物，原多神教信徒)               | 江 華      |
| 瑪德蓮娜·蜜札希 | 莉亞 (Calina 或 Lygia，虛構人物，基督徒)                 | 彭 晴      |
| 勃庫斯洛·林達   | 佩特羅尼烏斯 (Petroniusz，羅馬詩人)                                |            |
| 米哈·拜尤       | 尼祿 (Nero)                                              | 溫兆倫     |
| 傑茲·瑞臘       | 契羅 (Chilon Chilonides，虛構人物，叛變了的基督徒)       | 快 必      |
| 妲努塔·史丹卡   | 龐波妮亞·葛萊西娜 (真實人物，女性，改信基督教的羅馬貴族) |            |
| 法蘭奇士·畢契卡 | 彼得 (改變馬可士的人物)                                  | 吳宗文牧師 |

## 外部連結
- 互联网电影数据库（IMDb）上《Quo vadis(2001)》的资料（英文）
- 影音使團：電影中文官方網頁 （页面存档备份，存于） （繁體中文）
- http://www.media.org.hk/donation/donationform/20040827/letter1f.asp （页面存档备份，存于）